# إيناس بكرار
إيناس بكرار (بالإنجليزية: Inès Bekrar)‏، هي لاعبة كرة مضرب جزائرية، من الجزائر العاصمة.

## ألقاب
حققت الشابة الجزائرية “إيناس بكرار” لقب بطولة إفريقيا للأواسط تحت 18 سنة، بعد فوزها اللاعبة المصرية ياسمين عزت بمجموعتين دون رد تفاصيلها (6-4) - (6-4).

## وصلات خارجية
- الموقع الرسمي للاتحادية الجزائرية لكرة المضرب
- صفحة ايناس بكرار على الموقع الرسمي للإتحادية العالمية لكرة المضرب